# Beuletin
Der Beuletin ist ein kleiner Fluss in Frankreich, der im Département Haute-Saône in der Region Bourgogne-Franche-Comté verläuft. Er entspringt im östlichen Gemeindegebiet von Beulotte-Saint-Laurent, knapp an der Grenze zu den benachbarten Gemeinden Servance-Miellin und Ramonchamp, entwässert generell Richtung Westsüdwest durch den Regionalen Naturpark Ballons des Vosges mit den Plateau des Mille Étangs und mündet nach rund 15 Kilometern im Gemeindegebiet von Faucogney-et-la-Mer als linker Nebenfluss in den Breuchin.

## Orte am Fluss
(Reihenfolge in Fließrichtung)
- Beulotte-Saint-Laurent
- Le Hanneau, Gemeinde Beulotte-Saint-Laurent
- La Ronde Noie, Gemeinde Servance-Miellin
- Beulotte la Guillaume, Gemeinde Esmoulières
- Saphoz, Gemeinde Faucogney-et-la-Mer
- Le Clos, Gemeinde Esmoulières